# آب‌انبار حاجی‌آباد (قم)
آب‌انبار حاجی‌آباد مربوط به دوره قاجار است و در شهرستان قم، بخش مرکزی، روستای حاجی‌آباد واقع شده است. این اثر در تاریخ ۱۶ اسفند ۱۳۸۴با شماره ثبت ۱۴۷۸۲ به عنوان یکی از آثار ملی ایران به ثبت رسیده است.